# Philippe Renard de Saint-Malo
Philippe de Saint-Malo est un homme politique français né le 1er juillet 1815 à Perpignan (Pyrénées-Orientales) et décédé le 14 mai 1883 à Argelès-sur-Mer (Pyrénées-Orientales).
Avocat au Conseil d’État et à la Cour de cassation, il est représentant du Pas-de-Calais de 1871 à 1876, siégeant à droite.

## Sources
- « Philippe Renard de Saint-Malo », dans Adolphe Robert et Gaston Cougny, Dictionnaire des parlementaires français, Edgar Bourloton, 1889-1891 [détail de l’édition]
- Jean Capeille, « Renard de Saint-Malo (Philippe-Jean-Louis-Joseph) », dans Dictionnaire de biographies roussillonnaises, Perpignan, 1914

- Ressource relative à la vie publique :   - Base Sycomore